# Žebřík participace

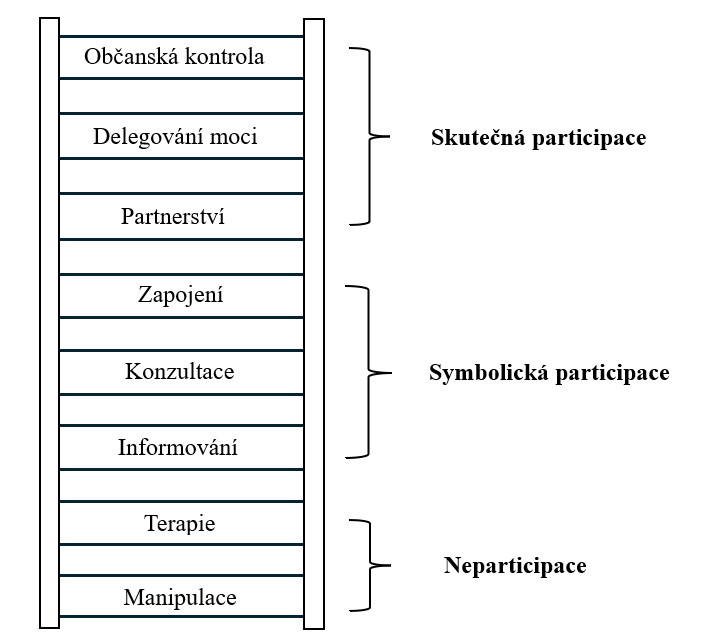
Žebřík participace dle Sherry R. Arnstein (1969)

Žebřík participace (anglicky A Ladder of Citizen Participation) je teoretický model, který popisuje různé úrovně zapojení veřejnosti do rozhodovacích procesů, zejména v oblasti politiky, plánování a občanské participace. Žebřík participace je užitečný nástroj pro analýzu a hodnocení úrovně zapojení veřejnosti do různých projektů, politik a procesů. Pomáhá identifikovat, zda zapojení občanů je skutečné nebo pouze symbolické, a tak zároveň může poskytovat rámec pro navrhování participativních procesů, které zajišťují skutečné sdílení moci. V praxi se používá v oblastech jako jsou urbanistické plánování, veřejná politika, občanská angažovanost a komunitní rozvoj. Je také zdrojem inspirace pro moderní přístupy k participaci, jako jsou participativní rozpočtování nebo deliberativní demokracie.

## Vznik žebříku participace
Tento model vytvořila americká socioložka Sherry R. Arnstein v roce 1969, kdy jej představila ve svém článku "A Ladder of Citizen Participation", publikovaném v odborném časopise Journal of the American Institute of Planners. Sherry R. Arnstein se dlouhodobě zabývala otázkami participace ve veřejném sektoru, kdy hledala způsob, jak systematicky popsat různé úrovně zapojení občanů a jejich skutečný vliv na rozhodovací procesy. V návaznosti na její vlastní zkušenosti a rostoucí literaturu o participativním rozhodování, vytvořila tento model, který poskytuje čistý analytický rámec. 

## Struktura žebříku participace
Model je představen jako metaforický žebřík, který obsahuje osm stupňů participace, kdy každá stoupající příčka představuje zvyšující se úroveň občanské aktivity. Tyto stupně jsou rozděleny do tří hlavních kategorií, a to neparticipace, symbolická participace a skutečná participace. Tyto tři hlavní kategorie reflektují, jakou moc má veřejnost při ovlivňování rozhodovacích procesů, od zcela formálních postupů až po plně demokratické procesy, ve kterých občané přebírají kontrolu nad rozhodováním.
Nejnižší dvě příčky popisují úroveň neparticipace, ve které dochází k nedostatečnému zapojení veřejnosti. Prostřední část žebříku může být přeložena jako symbolická participace (v originále „tokenism“), kdy tento stupeň může být v některých případech považován za dostatečný, jelikož umožňuje vyjádření názorů veřejnosti. Nicméně za těchto podmínek postrádá veřejnost nezbytnou rozhodovací pravomoc, která by zajistila nejen přijetí těchto názorů, ale i implementaci změn potřebných k řešení dané problematiky. Nejvyšší tři příčky zahrnují úrovně, kde občané už získávají reálnou moc k rozhodování o určitých záležitostech. 

## Význam jednotlivých stupňů

### Manipulace
Manipulace nastává v situacích, kdy veřejné instituce záměrně zkreslují nebo mylně prezentují míru účasti občanů v rozhodovacích procesech. Tento přístup se často projevuje jmenováním občanů do poradních výborů či komisí s primárním cílem jejich „vzdělávání“ nebo získávání jejich podpory pro předem stanovená rozhodnutí. Místo skutečné občanské participace je spodní příčka žebříčku participace redukována na nástroj pro styk s veřejností, sloužící k legitimizaci rozhodnutí držitelů moci. Tento přístup nejen narušuje důvěru občanů v instituce, ale zároveň demotivuje veřejnost od dalšího zapojení do veřejných záležitostí.

### Terapie
Občanům je formálně poskytnut prostor k vyjádření svých názorů a potřeb, což může vést k psychologickému uvolnění. Nicméně jejich podněty nejsou reálně zohledňovány při tvorbě rozhodnutí či opatření. Úroveň terapie se zaměřuje na přesvědčování občanů, že příčinou jejich problémů jsou výhradně jejich vlastní postoje nebo chování. Ve skutečnosti však mohou tyto problémy vyplývat z institucionálních struktur a politik, které mohou být diskriminační, neefektivní nebo nevhodně nastavené vůči různorodým skupinám obyvatel. 

### Informování
Informování občanů o jejich právech a povinnostech může být nejdůležitějším prvním krokem na cestě k participaci občanů. Avšak informování příliš často představuje pouze jednosměrný komunikační tok, tedy od úředníků k občanům, aniž by byla zajištěná zpětná vazba. Častým problémem v procesu informování je nesrozumitelnost informací. Pokud informace prezentované veřejnosti obsahují mnoho odborných slov, analýz, tabulek a grafů, nemají pak občané šanci porozumět podstatě řešeného problému. Klíčové je proto upravit formu a prezentaci informací tak, aby byly přístupné a srozumitelné pro široký okruh veřejnosti, což může právě podpořit aktivní účast veřejnosti. Nejčastějšími nástroji pro jednosměrnou komunikaci jsou zpravodajská média, letáky, plakáty a popřípadě odpovědi na dotazy. 

### Konzultace
Stejně jako informování, tak i konzultace může být důležitým krokem k plné účasti občanů. Konzultace, na rozdíl od informování, představuje obousměrnou komunikační vazbu, kdy dochází k dialogu, vyjasňování situace, předkládání argumentů či vzájemnému vysvětlování. Pokud však konzultace není doprovázena dalšími metodami participace, může být tato příčka stále považována za symbolickou participaci, neboť neexistuje žádná záruka, že budou připomínky občanů zohledněny.

### Zapojení
K zapojení dochází tehdy, když jsou občané zapojeni do rozhodovacího procesu v celém jeho průběhu. Avšak někdy může jejich účast působit spíše symbolicky, jelikož ve skutečnosti je konečné rozhodnutí v rukou jiných subjektů. Příkladem může být situace, kdy jsou občané dosazováni do různých rad nebo veřejných orgánů, ale pokud dojde k hlasování, budou v konečném výsledku přehlasováni a bude tak rozhodnuto proti jejich vůli. 

### Partnerství
Předchozí příčky často omezovaly účast občanů pouze na výměnu informací, přičemž konečné rozhodnutí o využití získaných informacích zůstávalo čistě na orgánech veřejné správy. V případě partnerství je již dosahována kvalitativně vyšší forma spolupráce, kdy je moc ve skutečnosti přerozdělována mezi občany a veřejnými činiteli. V partnerství mají všichni zapojení aktéři rovnocenné postavení, jak v rozhodovacím procesu, tak v následné zodpovědnosti za výsledky a realizaci uskutečněného projektu. Dle Arnsteinové (1969) v mnoha partnerských situacích přebírají moc spíše občané prostřednictvím protestů, kampaní nebo komunitních organizací (např. místní akční skupiny).

### Delegování moci
Delegovaná moc nastává v situaci, ve které se veřejné instituce vzdají určité části rozhodovacích pravomocí a občané tak přebírají zodpovědnost za určitou část rozhodování. Tato forma participace se v praxi využívá například v participativním rozpočtování. 

### Občanská kontrola
K občanské kontrole dochází tehdy, když občané disponují plnou kontrolou nad zdroji, zodpovědností a rozhodovací procesem. V případě občanské kontroly by např. veřejné finanční prostředky byly poskytnuty přímo komunitní organizaci, která by měla plnou kontrolu nad tím, jak jsou tyto prostředky přidělovány. V praxi může být příkladem grantový program, kde veřejný sektor přenáší kompletně zodpovědnost za plánování investice a realizaci projektu na komunitu. Pro lepší představu o využití v praxi mohou být uvedeny Komunitní organizace ve Spojených státech, které spravují programy jako je sociální bydlení nebo rozvoj místní infrastruktury, kde získávají přímý přístup k financování a rozhodovací pravomoci. 